# 赫尔扎地区

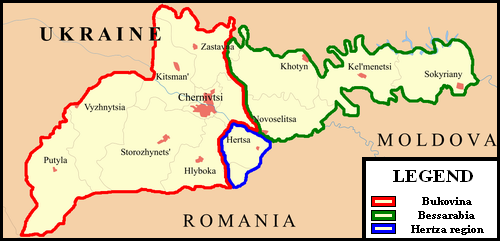
现代切爾諾夫策州的地图和历史区域图: 红：北布科维纳, 蓝：赫尔扎地区，绿色：北比萨拉比亚

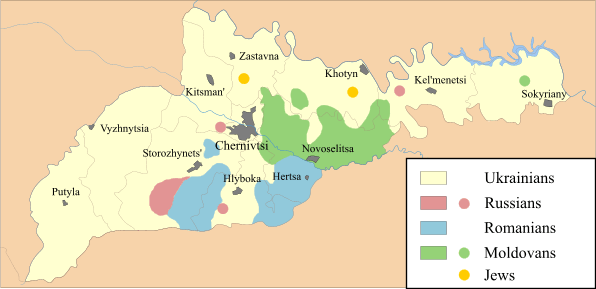
1980年代切尔诺夫策州的民族分布，分别以白、蓝、红、黄三色的颜色描绘了乌克兰人、罗马尼亚人、俄罗斯人、摩尔多瓦人和犹太人。

赫尔扎地区 （羅馬化：Krai Hertsa）是烏克蘭西南部切爾尼夫齊州切爾尼夫齊區的一个地区，靠近與罗马尼亚的邊境。2001年，該地區的人口约为32300人，其中93%的人是罗马尼亚人。

## 历史
该地区历史上属于摩尔达维亚，是多罗霍伊县五个区之一。1940年，在苏德互不侵犯条约签订之后，该地区被苏联占领，并隶属于乌克兰苏维埃社会主义共和国。1941年至1944年期间，罗马尼亚作为轴心国在东部战线进攻苏联的过程中夺回了这块领土，但1944年该地被红军再次夺回。1947年的巴黎和约在国际上承认了苏联对该领土的吞并。
罗马尼亚和乌克兰签署并批准了一项边界协定，并签署了放弃任何领土主张的国际条约。该地区的罗马尼亚组织认为，赫尔扎在历史上是罗马尼亚的领土，1940年苏联违反国际法，将其从该地区分离出来。罗马尼亚前总统特莱扬·伯塞斯库曾表示，如果乌克兰想吞并德涅斯特河左岸，就应该将比萨拉比亚（南比萨拉比亚和布科维纳北部地区，包括赫尔扎地区）归还给摩尔多瓦。

## 参看
- 摩尔达维亚
- 比萨拉比亚
- 布科维纳

## 外部链结
- 赫尔扎地区罗马尼亚组织抗议乌克兰改变其作为区的地位。（俄文）
- 乌克兰宪法的原作者之一谈及赫尔扎地区（俄文）